# Аванесян, Арпат Санджанович
Арпат (Арбат) Санджанович Аванеся́н (арм. Արպատ Սանջանի Ավանեսյան; род. 2 июня 1944 или 2 января 1944, село Гюнейчартар, Мартунинский район, Нагорно-Карабахская автономная область, Азербайджанская ССР, СССР) — учёный-физик и политический деятель непризнанной Нагорно-Карабахской Республики. Депутат Национального собрания непризнанной НКР (2005—2020), сооснователь партии «Свободная Родина». Ректор Арцахского государственного университета (1992—1994).

## Биография
Родился 2 января 1944 года в селе Гюнейчартар Мартунинского района Нагорно-Карабахской АО Азербайджанской ССР. В 1960 году окончил среднюю школу. В 1966 году окончил факультет радиофизики и электроники Ереванского государственного университета по специальности радиофизика.
В 1965—1968 годах работал в Ереванском институте радиофизики и электроники научным работником, старшим инженером. С 1968 года был принят на работу в Ереванский политехнический институт на кафедру атомной физики в качестве ассистента.
В 1981 году окончил аспирантуру, защитил кандидатскую диссертацию, получил степень кандидата технических наук, в 1983 году стал доцентом.
В январе 1990 года был назначен директором филиала вновь открытого в Степанакерте заочного отделения Ереванского политехнического института. В 1991 году был назначен директором Степанакертского филиала Ереванского государственного института.
В 1992—1994 годах являлся первым ректором Арцахского государственного университета (АрГУ). С июля 1994 года работал в АрГУ доцентом кафедры физики, с октября 1994 года — заведующим кафедры.
Член-академик психолого-педагогических наук РА, доктор, профессор нескольких университетов Армении и НКР.
19 июля 2005 года на парламентских выборах был избран депутатом 4 созыва НС НКР по пропорциональным спискам партии «Свободная Родина». Был председателем постоянной комиссии по социальным вопросам.
23 мая 2010 года на парламентских выборах был избран депутатом НС НКР по 13 мажоритарному округу города Степанакерта (Ханкенди). 10 июня 2010 года был избран председателем комиссии по вопросам финансово-бюджетного и экономического правления НС НКР.
Один из основателей партии «Свободная Родина». С 29 января 2005 года сопредседатель партии, а с 19 апреля — член президиума. Входил во фракцию «Родина» в НС НКР.
Президент национальной федерации по шахматам.
Автор около 23 научных и методических пособий. Имеет одно авторское право.
Женат, имеет 3 детей.

## Награды
- Орден «Месроп Маштоц» (НКР).
- Медаль Мовсеса Хоренаци (2009, Армения)[1].